# Мармелад (джем)
Мармелад (англ. marmalade) — традиционный десерт британской кухни: джем из цитрусовых с кусочками цедры.

## История
Ещё в Античности у греков и римлян существовал рецепт десерта из уваренной с мёдом айвы. Римляне консервировали фрукты, погружая их в сосуд с горячим вином и мёдом. В дальнейшем, в Западном Средиземноморье (Испания, Португалия, южная Италия), а также в Румынии, рецепт трансформировался в айвовый мармелад (в Румынии и Молдавии известен под названием китоноагэ) — обычно пластовой и почти твёрдый, так что его можно резать ножом (но на юге Италии встречается и вариант, напоминающий очень густое повидло, которое можно накладывать ложкой). Севернее, во Франции, существовал сходный рецепт — айвового котиньяка. Согласно ранним английским портовым записям, слово «мармелад» — португальского происхождения, от португальского «marmelo» — «айва».
Первые упоминания мармелада на землях Британии связаны с эпохой короля Генриха VIII. В 1524 году король получил в подарок от некоего мистера Холла из Эксетера «коробочку мармелада». В 1530 году быстро вошедший в моду «мармалет» (англ. Marmalet) уже подавали гостям на свадьбе дочери влиятельного и богатого аристократа сэра Джона Невилла (англ.). А некий Уильям Гретт в 1534 году писал виконту Лайлу «Я послал вашей светлости коробку мармелада, и еще одну — великодушной леди, вашей жене». Таким образом, в 1520-е и 1530-е годы в Англии айвовый мармелад, ввозившийся из Португалии (на это указывает заимствование названия), считался дорогим подарком и редким деликатесом.
Первый известный собственно британский рецепт мармелада из померанцев (разновидность цитрусовых) датирован 1677 годом. Сегодня он хранится в архиве города Честера, графство Чешир. Неясно, по какой причине айва была заменена померанцами, так как ни тот, ни другой фрукт не растут в Британии, но, по всей видимости, померанцы было проще транспортировать.
Примерно в это же время изменилась и консистенция мармелада — из пластового он превратился в желеобразный джем. Особенной популярностью мармелад в XVIII веке и позднее пользовался в Шотландии. Считается, что именно там, в самом начале XIX века, он окончательно приобрёл современный вид — полупрозрачный цитрусовый джем с мелкими кусочками цедры. Уже к началу XVIII века мармелад был достаточно популярным и доступным блюдом, так как его рецепты приводились в поваренных книгах, адресованных среднему классу, и противопоставлявшихся «придворным» поваренным книгам.
При этом, в Соединённых Штатах британский мармелад долгое время оставался практически неизвестен. Когда американская писательница Луиза Мэй Олкотт (1832—1888), автор романа «Маленькие женщины», посетила Великобританию, то в письмах, отправленных на родину, в Америку, особо отметила любовь к мармеладу и холодной ветчине, как черту, характерную именно для британцев. Интересно, что в последующие годы, несмотря на многократное улучшение возможностей для экспорта, мармелад в США так и не завоевал популярности, сопоставимой с британской.

## Современность
Придворная молочница

Сказала «Вы подумайте!»

И тут же королеве

Представила доклад:

«Сто раз прошу прощения

За это предложение,

Но если вы намажете

На тонкий ломтик хлеба

Фруктовый мармелад,

Король, его величество,

Наверно, будет рад!»
Сегодня мармелад в Великобритании производится из различных цитрусовых: померанцев, лимонов, лаймов, грейпфрутов, мандаринов, апельсинов, бергамота или их сочетаний. При этом, в законодательстве Евросоюза (в тот период, когда в него входила Великобритания) было официально закреплено, что сырьём для производства мармелада могут быть только цитрусовые, тогда как в Канаде законодательство разрешает производить также ананасовый и инжирный мармелад (фактически, джем).
Мармелад едят, намазывая на хлеб, чаще всего он подаётся к чаю. Распространённым конкурентом мармелада в Великобритании является лимонный курд, для приготовления которого мелко истолчённые лимоны уваривают на водяной бане с яичными желтками, маслом и сахаром.
Мармелад и его место в жизни британцев не раз находили отражение в литературе. О нём писали Джейн Остин, Агата Кристи, Алан Александр Милн в «Балладе о королевском бутерброде», однако, наиболее часто — Майкл Бонд в серии детских книг о медвежонке Паддингтоне, который у себя на родине по популярности конкурирует с Винни-Пухом. Паддингтон, главный герой серии книг, предпочитал мармелад любой другой пище, и всегда носил его с собой. Выход фильма «Приключения Паддингтона» в 2014 году даже привёл к статистически заметному, хотя и не грандиозному, скачку продаж мармелада в Великобритании.
В современной Великобритании проводится ежегодный конкурс на лучший домашний мармелад, победитель которого получает право продать свою ремесленную продукцию в элитном лондонском универмаге Fortnum&Mason.

## Комментарии
1. ↑  Померанцы или горькие апельсины — фрукт, известный в Европе, по крайней мере, с тех пор, как в VI и VII веках мавры создали их обширные плантации в Аль-Андалусе. В течение многих столетий, пока португальцы не импортировали сладкие апельсины из своих колоний в Индии, все европейские апельсины были горькими, то есть, померанцами, и даже после появления привычных нам сладких апельсинов, популярность их горьких «сородичей» далеко не сразу пошла на спад.